# Villanueva del Campo
Villanueva del Campo es un municipio y villa española de la provincia de Zamora, en la comunidad autónoma de Castilla y León.
Merced a sus edificios eclesiásticos y los personajes ilustres en materia religiosa, sobre todo en el siglo XVIII, se la conoce por el sobrenombre de Pueblo de las tres torres, cuna de obispos e inquisidores.[cita requerida]
Pertenece a la comarca natural denominada Tierra de Campos. Se encuentra integrada en la Mancomunidad Tierra de Campos y en la Mancomunidad Intermunicipal del Raso de Villalpando junto con otros municipios de su comarca y de la provincia de Zamora. Parte de su término municipal se integra dentro de la ZEPA Penillanuras-Campos Sur y de la ZEPA Penillanuras-Campos Norte.

## Geografía
Villanueva del Campo se encuentra situado en la esquina nororiental de la provincia de Zamora, limitando al norte con la provincia de León y al este y al oeste con la de Valladolid. Las carreteras que atraviesan la población son de este a oeste la N-610 que discurre de Palencia a Benavente y de sur a norte la ZA-512 de Villalpando a Valderas. Pertenece a la comarca natural denominada Tierra de Campos.

### Clima
El invierno se caracteriza por fuertes y frecuentes heladas, llegando a nevar uno o dos días al año. La niebla espesa es otro de los elementos cotidianos de los días de invierno. La primavera suele ser lluviosa, dentro de lo propio de la Tierra de Campos. El verano es muy caluroso y seco, aunque siempre hay un par de semanas de lluvias en medio de él. El otoño se caracteriza por fuertes vientos, dándose el curioso fenómeno de las torvas.

## Historia
La fundación de la villa se enmarcaría dentro de los procesos repobladores llevados a cabo en la zona por los reyes de León, no coincidiendo la historiografía sobre cuándo fue el momento exacto de la fundación. Así, unas teorías apuntan a que habría sido repoblada en el siglo X, existiendo ya en el año 970. No obstante, otra parte de la historiografía considera que Villanueva del Campo tiene un origen antroponímico, identificándose como la Villanova de Erramel Doniz et suos filios recogida en un documento de la Colegiata de San Isidoro de 1043. Finalmente, para otros autores fue fundada por el rey Fernando II de León, pocos años antes de la repoblación de Villalpando efectuada por el mismo rey. En todo caso, la cita más antigua que menciona a Villanueva claramente identificada como la actual data de 1234. Cabe señalar que en su término se encuentran los despoblados de San Vicente, Golpejones y Villafrontín, que habrían sido fundados también en la Edad Media.
En el siglo XIV Villanueva pasó a manos de los Fernández de Velasco, pasando por este hecho a integrar la denominada Provincia de las Tierras del Condestable.
A Villanueva del Campo se le otorgó el título de Villa en 1651, por Real Cédula del rey Felipe IV, pasando a ser villa independiente y con jurisdicción propia en primera instancia.
Tras la desaparición en 1713 del título de Condestable de Castilla, con motivo del final de la Guerra de Sucesión Española, y que ostentaba hasta entonces la familia de los Velasco, Villanueva del Campo siguió perteneciendo a sus antiguos titulares, esto es, al Duque de Frías, pues en el Archivo Histórico Nacional se conserva un documento fechado en 1754 titulado Nombramiento y autos de residencia de la villa de Villanueva del Campo y su jurisdicción, emitidos por Antonio de Herrera Bustillo, juez de residencia nombrado por Bernardino Fernández de Velasco Pimentel, [XI] Duque de Frías y [VII] Conde de Peñaranda, que vendría a mostrar que las heredades de la localidad aún dependían del Duque de Frías y Conde de Peñaranda por entonces.
Asimismo, cabe destacar otros documentos de la época conservados en el Archivo Histórico Nacional, como uno de 1749, en el que se otorga el título de juez de residencia de las villas de Villalpando, Villanueva del Campo, Cerecinos, Otero, Villárdiga y demás villas de su jurisdicción a favor de Manuel Alonso González, nombrado por Bernardino Fernández de Velasco Pimentel, [XI] Duque de Frías y [VII] Conde de Peñaranda. Autos generales de residencia de la villa de Villalpando, ejecutados por Manuel Alonso González, juez de residencia.
Además de todo esto, en el Catastro del Marqués de la Ensenada en fecha de junio de 1752 expone claramente en su pregunta n.º 2 que Villanueva del Campo es señorío y vasallaje del Excelentísimo Señor Duque de Frías.
En todo caso, en 1786 Villanueva del Campo aparece integrado sin embargo en la provincia de León, tal y como recoge el mapa de Tomás López titulado Mapa geográfico de una parte de la provincia de León, o como recogía en 1820 el propio Diario de las actas y discusiones de las Cortes. Asimismo, en lo eclesiástico perteneció a la diócesis de León hasta 1959.
Al crearse las actuales provincias en 1833, Villanueva del Campo pasó de la provincia de León donde estaba desde finales del siglo XIX a la provincia de Zamora, agregándose al partido de Benavente.
En 1838 se acordó formar un partido con la cabeza en Villalpando compuesto por 7 pueblos del partido judicial de Medina de Rioseco, en la provincia de Valladolid (Cotanes, Prado, Quinlanilla del Monte, Quintanilla del Olmo, Villalpando, Villamayor y el barrio de Olera y Villar de Fallabes) y 25 del partido judicial de Benavente (entre ellos Villanueva del Campo). Tras varias reclamaciones de los concejos de esta área, quedaron plenamente integrados a partir de 1858 en la provincia de Zamora, dentro esta de la Región Leonesa, la cual, como todas las regiones españolas de la época, carecía de competencias administrativas. Tras la constitución de 1978, este municipio pasó a formar parte en 1983 de la comunidad autónoma de Castilla y León, en tanto que pertenecían a la provincia de Zamora.

## Geografía humana

### Demografía
Cuenta con una población de 761 habitantes (INE 2024).
| Gráfica de evolución demográfica de Villanueva del Campo entre 1842 y 2021                                            |
| |
| Población de derecho según los censos de población del INE. Población de hecho según los censos de población del INE. |

Cuenta con una población de 761 habitantes (INE 2024), mientras que en 1845 —según el Diccionario Madoz— contó con 490 vecinos y 1960 almas.

### Economía
Villanueva del Campo es un pueblo tradicionalmente agrícola (cereal) y ganadero (ovino predominantemente) Respecto a la industria, hasta la década de 1960, hubo una floreciente industria que aprovechó el uso del denominado ferrocarril Secundario de Castilla que atravesaba la localidad. Así, podemos encontrar los edificios de lo que hasta hace unos años fue una fábrica de harinas, dos fundiciones de hierro y un tejar. También los edificios de la antigua estación del tren, desmantelada en 1969.. El conjunto ferroviario está compuesto por el edificio principal de viajeros, el edificio de mercancías, un depósito de agua y una cochera. El sector servicios ocupa actualmente a bastantes personas de la localidad.

### Transporte público
Varias son las líneas de autobuses con origen o destino en Villanueva del Campo con la empresa Linecar o la empresa Castaños. De manera cotidiana hay autobuses a Zamora, Valladolid, Palencia, León y Benavente.

## Administración y política
| Periodo   | Nombre                                                                    | Partido                           |
| --------- | ------------------------------------------------------------------------- | --------------------------------- |
| 1979-1983 | Jaime García Gullón                                                       | AP                                |
| 1983-1987 | Jaime García Gullón / Máximo Atienza de la Torre                          | AP-PDP-UL                         |
| 1987-1991 | María Isabel Blanca Teresa Fernández Marassa / Máximo Atienza de la Torre | PSOE / AP*(por moción de censura) |
| 1991-1995 | María Isabel Blanca Teresa Fernández Marassa                              | PSOE                              |
| 1995-1999 | María Isabel Blanca Teresa Fernández Marassa                              | PSOE                              |
| 1999-2003 | Manuel Valerio Febrero López                                              | PP                                |
| 2003-2007 | Manuel Valerio Febrero López                                              | PP                                |
| 2007-2011 | Manuel Valerio Febrero López                                              | PP                                |
| 2011-2015 | Manuel Valerio Febrero López                                              | PP                                |
| 2015-2019 | Manuel Valerio Febrero López                                              | PP                                |
| 2019-2023 | Francisco Alonso Martínez/ Rosa María Fernández Justo                     | PP                                |
| 2023-act. | Felipe Blanco Palmero                                                     | Ahora Decide                      |

## Equipamientos y servicios

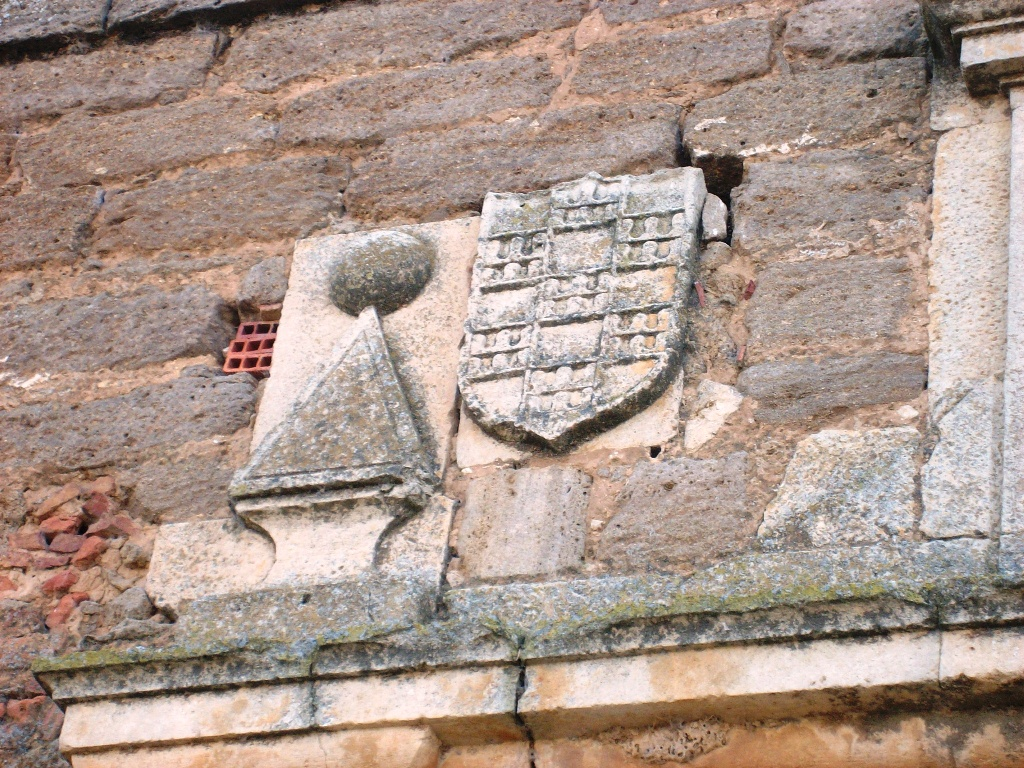
Blasón en la Ermita del Cristo

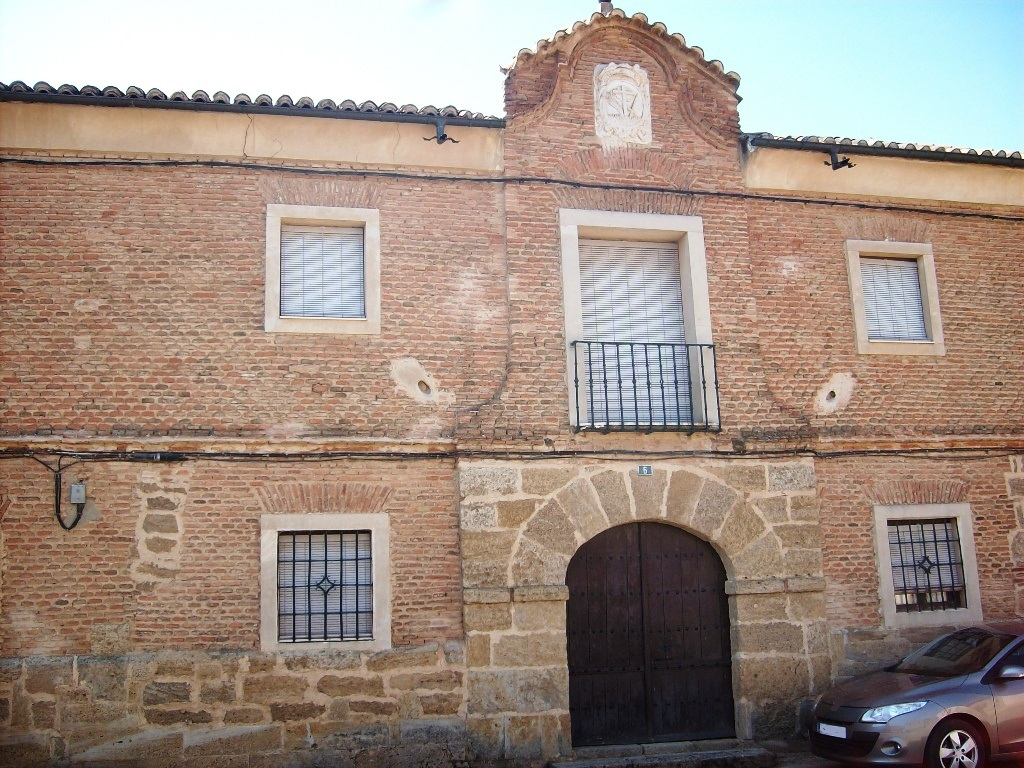
Casa del Inquisidor

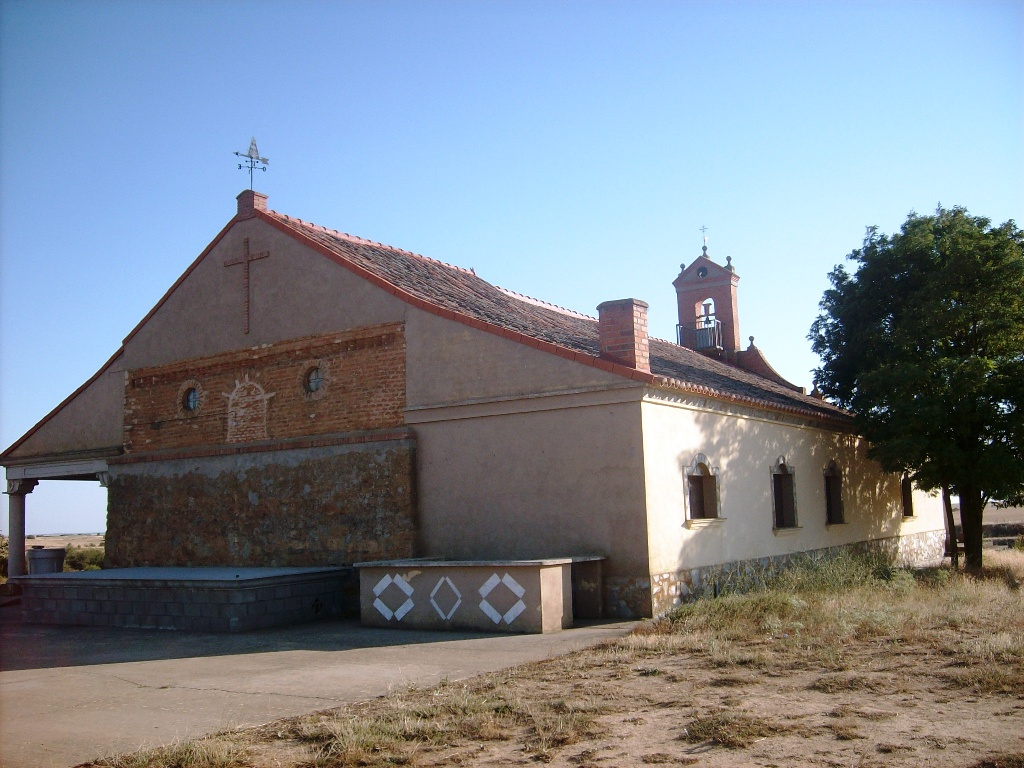
Ermita de Valdehúnco

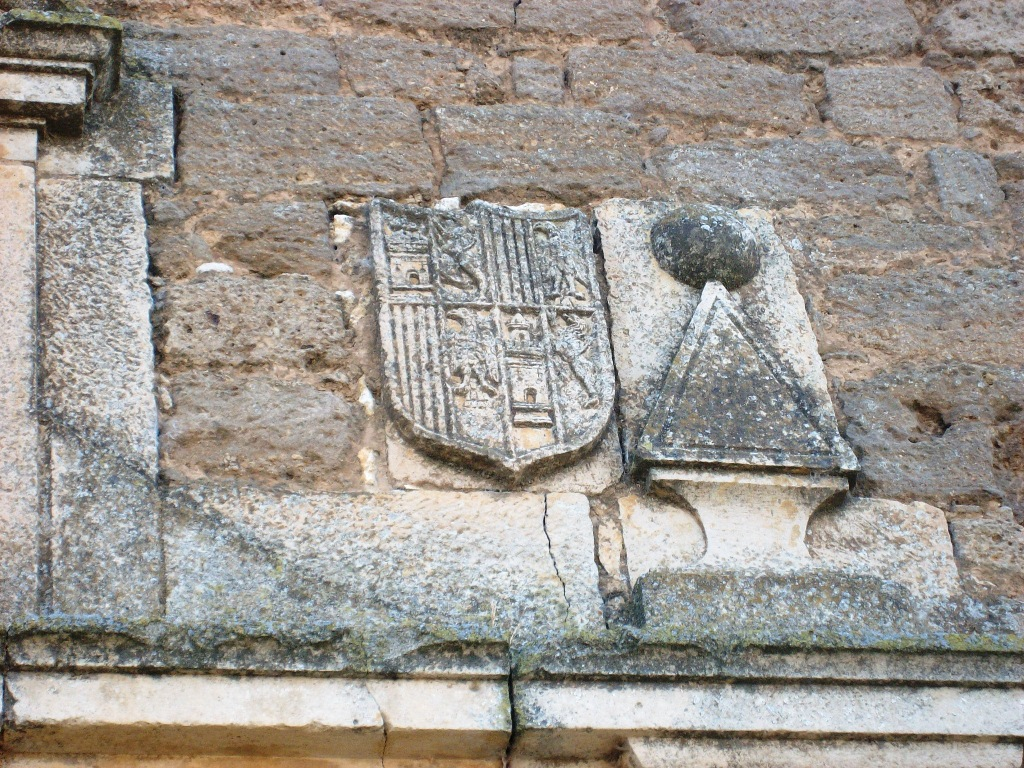
Blasón en la Ermita del Cristo

Hay un médico y una enfermera que pasan consulta diariamente en el consultorio de la localidad. Dispone de farmacia. Cuenta con una residencia pública para personas mayores, la cual dispone de unas 60 plazas entre válidos y asistidos. Dicha residendia se encuentra construida sobre el solar de la antigua casa solariega de Don Rufino Ovejero Gómez, quien cedió su herencia al pueblo en 1934, a través de la creación un pósito agrícola, el conocido como pósito de San Rufino, con el fin de ayudar a los vecinos necesitados. Anexo a la residencia, existe un club social de jubilados y pensionistas.
La localidad cuenta con escuela pública para niños entre 3 y 12 años, así como guardería para los más pequeños. Dispone de biblioteca pública abierta diariamente en horario de tarde. Cuenta con un cine-teatro y en el aspecto deportivo dispone de piscina municipal, frontón, cancha de baloncesto y pista de futbito.

## Cultura

### Patrimonio
- Casas blasonadas. En la localidad existe un importante número de casas que disponen de escudo de armas en su fachada principal, caso de la de los Arrazola, la del Conde de Villapadierna (en la Plaza Mayor), la que albergó a Pedro I el Cruel (La Cuesta, n.º 10), el Palacio de la Inquisición (Plazuela, n.º 6) o la Casa de los Americanos.
- Iglesia de Santo Tomás Apóstol. Construida en el siglo XIII está declarada Bien de Interés Cultural desde 1983, destacando en ella su esbelta torre de finales del siglo XVI.
- Iglesia de El Salvador. Reconstruida en 1860, su actual aspecto se debe al patrocinio de Lorenzo Arrazola, presidente del Consejo de Ministros de Isabel II de España.
- Ermita del Santísimo Cristo de la Vera Cruz. Su factura se prolonga entre los siglos XIV y XVII, albergando una venerada imagen de Cristo en un gran retablo barroco. Otras piezas interesantes son un exvoto en forma de barco y un busto de la Virgen.
- Ermita de la Virgen de Valdehunco. Se ubica a unos tres kilómetros, en lo que fue el antiguo despoblado de Valdehunco, albergando una veneradísima imagen de la Virgen.

Existe una peculiar y centenaria plaza de toros excavada en la tierra, que fue construida en 1894 y que sigue actualmente en uso. 
Otros edificios singulares son las escuelas nacionales, el silo, la antigua estación del tren, el antiguo tejar, el frontón de pelota y el edificio del ayuntamiento, entre otros. Como en otras zonas de Tierra de Campos, el subsuelo de Villanueva está jalonado de bodegas, tanto en las propias casas como en zonas aledañas del pueblo, que nos hablan de un amplio cultivo de la vid en otras épocas. Mantiene en pie media docena de palomares en avanzado estado de deterioro.

### Fiestas

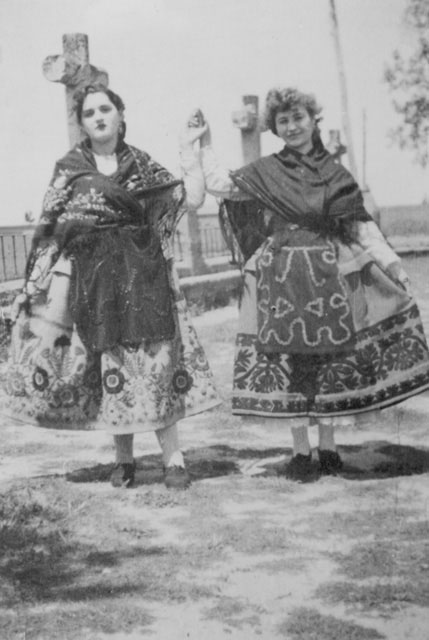
Traje tradicional en Villanueva del Campo (1946)

Las fiestas patronales son las del Cristo, celebradas del 13 al 17 de septiembre. Otras fiestas relevantes son el 1 de mayo, con romería a la ermita de Valdehunco, así como el segundo día de Pentecostés con otra romería. El 1 de mayo también se lleva a cabo la puesta del mayo por los Quintos de la localidad. Fiesta de San Antón el 17 de enero con la rifa de un cerdo. Fiesta de las Águedas el 5 de febrero con la cesión del mando de la villa a la Águeda mayor. El Domingo Tortillero, que se celebra cada año el domingo anterior al Domingo de Ramos y consiste en llevar a cabo una merienda con familiares o amigos.